# سناء داودي
سناء داودي (12 مارس 1998) هي لاعبة كرة قدم مغربية، تلعب في خط الوسط لصالح نادي غانغان في الدوري الفرنسي الممتاز. ولدت في فرنسا، ومثلت المغرب على مستوى الشباب والكبار على التوالي.

## النشأة
ولدت سناء في باريس، وبدأت لعب كرة القدم في نادي أولناي الفرنسي. كانت تعتبر من أبرز المواهب الفرنسية في كرة القدم الدولية.

## المسيرة الكروية
بدأت مسيرتها المهنية مع نادي باريس سان جيرمان الفرنسي. وأثناء لعبها مع النادي، تعرضت لإصابات وتلقت اهتمامًا وعروضًا من أندية إنجليزية. في عام 2017، وقعت عقدًا مع نادي أتلتيكو مدريد الإسباني، بعد ذلك، وقعت عقدًا مع نادي غانغان الفرنسي.

## المسيرة الدولية
مثلت فرنسا دوليًا على مستوى الشباب. وساعدت المنتخب الوطني للشباب في الوصول إلى الدور نصف النهائي من كأس العالم للسيدات تحت 20 سنة 2018. في عام 2022، تلقت أول استدعاء لها لتمثيل منتخب المغرب لكرة القدم للسيدات على المستوى الدولي.

## روابط خارجية
- سناء داودي على موقع إي إس بي إن إف سي (الإنجليزية)
- سناء داودي على موقع قاعدة بيانات كرة القدم.إي يو (الإنجليزية)
- سناء داودي على موقع Soccerway.com (الإنجليزية)